# 英联邦运动会赛艇比赛
英联邦运动会赛艇比赛曾经是四年一度的英联邦运动会比赛项目之一。 自1930年以来，它一直是英联邦运动会的一项比赛项目。从1938年到1962年，它每届都举行，但直到1986年才再次举办，此后就不再是运动会的一部分。 它是一项可选运动，可能会也可能不会包含在未来几届英联邦运动会的体育项目中。

## 届份比赛
| 届份 | 年份 | 举办城市 | 举办国家 | 最佳队伍 |
| ---- | ---- | -------- | -------- | -------- |
| I    | 1930 | 哈密尔顿 | 加拿大   | 英格兰   |
| III  | 1938 | 悉尼     |          |          |
| IV   | 1950 | 奥克兰   | 新西兰   |          |
| V    | 1954 | 温哥华   | 加拿大   | 新西兰   |
| VI   | 1958 | 卡迪夫   |          | 英格兰   |
| VII  | 1962 | 珀斯     |          | 英格兰   |
| XIII | 1986 | 爱丁堡   | 苏格兰   | 英格兰   |